# Comparateur (appareil de mesure)
Le comparateur est un appareil de mesure de longueur. Il n'indique pas une mesure absolue mais une mesure relative par rapport à un point de référence.

## Comparateur mécanique à cadran à tige rentrante radiale

### Description

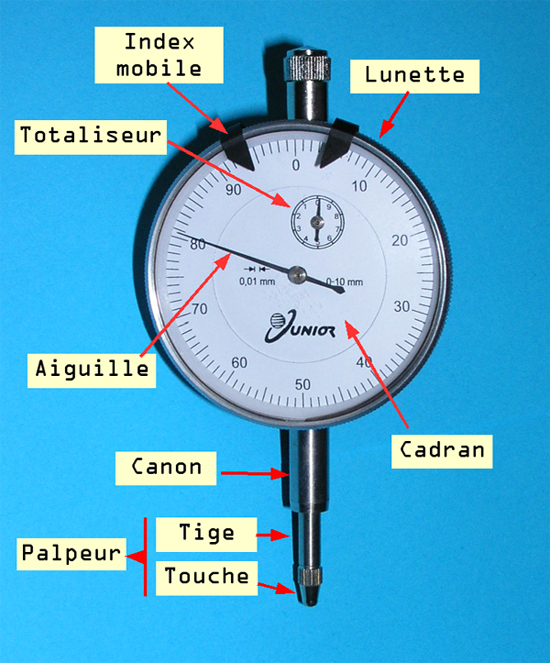
Les éléments d'un comparateur à cadran.

Le comparateur est constitué d'un cadran gradué avec une aiguille pivotant en son centre. Autour du cadran une lunette comportant un ou plusieurs index peut pivoter manuellement. L'index permet à l'utilisateur de matérialiser le point zéro. 
Le comparateur dit à course normale comporte un totaliseur qui indique le nombre de tours effectués par l'aiguille. Par exemple, pour un comparateur ayant une course de dix millimètres, chaque tour d'aiguille représente un millimètre. Si le palpeur se déplace d'un millimètre, l'index du totaliseur marquera un.
Le palpeur est constitué de deux parties : la tige et la touche (on trouve aussi le terme "le toucheau"). La touche est vissée au bout de la tige. Il est possible d'utiliser diverses formes de touche et ainsi adapter la forme de l'extrémité à la pièce à mesurer.

### Principe
Le comparateur est constitué d'une tige mobile en translation. Le déplacement de cette dernière est transmis à un dispositif mécanique transformant la translation de la tige en rotation de l'aiguille. L'angle total de rotation est proportionnel au déplacement en translation de la tige. 
Pour effectuer une mesure on fait un point zéro à l'aide par exemple d'une cale étalon. Le corps du comparateur étant fixe on place la pièce à mesurer sous le comparateur qui indique alors la différence entre le point de référence et la dimension de la pièce mesurée.

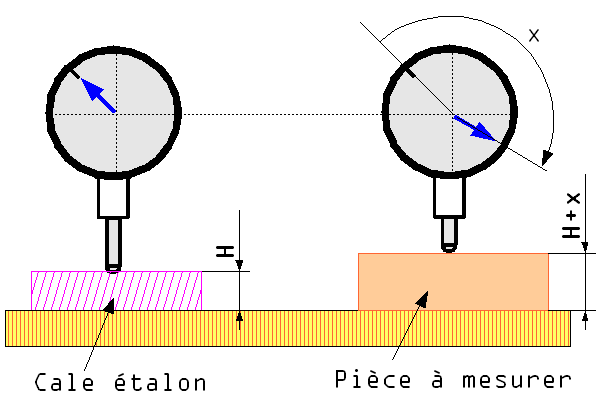
Principe de mesure avec un comparateur à cadran. Le point zéro est effectué à l'aide d'une cale étalon.

## Exemple d'utilisation

### Mesure d'un écart de circularité
Le cas décrit est le cas simple d'une ovalisation.
Pour mesurer une ovalisation sur une section d'une pièce circulaire, le comparateur est placé sur le plus petit rayon de la pièce dont on veut mesurer l'ovalisation. Il est fixe. Ce point constituant le zéro.
En faisant pivoter la pièce sur son axe, l'aiguille passera par un maximum. Le comparateur permet de trouver la valeur de l'ovalisation ainsi que la position de ce maximum. Par sécurité, l'opérateur continue la rotation de la pièce pour terminer le tour complet, et vérifier que l'aiguille revient bien au point zéro.
Cette méthode pouvant être utilisée pour mesurer d'une manière générale un écart de circularité. Elle est appelée la mesure des écarts de circularité par la méthode de variation du rayon.
La même méthode permet de mesurer un faux-rond, pour éviter de chercher le point zéro on peut sur un tour complet prendre la moitié de la différence entre la plus grande et la plus petite valeur indiquée par le comparateur, qui traite aussi le cas d'un ovale décentré ou inégal.
Le comparateur sert aussi à déterminer précisément un point haut ou un point bas d'une pièce en mouvement, par exemple pour le calage d'allumage ou d'injection d'un moteur, en suivant le déplacement du piston dans le cylindre, d'une came ou d'un doigt sur une pompe d'injection. Les valeurs de calage peuvent être données en millimètres par rapport à ce point haut ou bas.

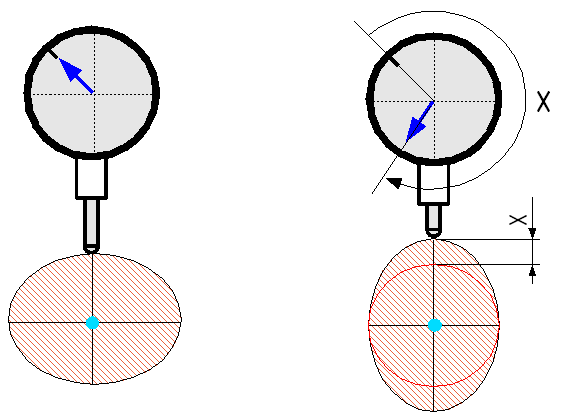
Principe de mesure d'une ovalisation avec un comparateur à cadran.

### Mesure d'un écart deparallélisme
Pour mesurer un écart de parallélisme, la surface de référence de la pièce est posée sur une surface plane (par exemple un marbre). Le comparateur est monté de manière fixe sur une potence dont le socle est également sur la surface plane. Le comparateur est posé à un point du plan dont il faut mesurer la parallélisme par rapport à la surface de référence. Pour effectuer la mesure, il faut faire avancer le comparateur sur son socle en laissant la pièce immobile ou avancer la pièce en laissant le comparateur immobile.

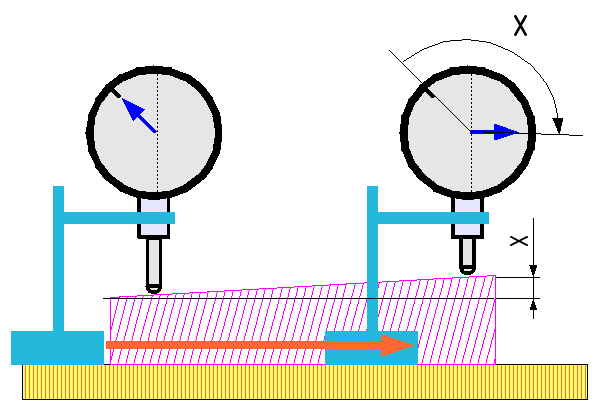
Principe de mesure d'un écart de parallélisme avec un comparateur à cadran.

## Normes

### Normes françaises (AFNOR)
- NF E11-053 Spécification géométrique des produits (GPS) - Instruments de mesurage dimensionnel - Réception et vérification des comparateurs à levier mécaniques.
- NF E11-056 Spécification géométrique des produits (GPS) - Instruments de mesurage dimensionnel - Réception et vérification des comparateurs à affichage numérique à tige rentrante radiale.
- NF E11-057 Spécification géométrique des produits (GPS) - Instruments de mesurage de longueur - Réception et vérification des comparateurs mécaniques à cadran.

### Normes européennes (CEN) et internationales (ISO)
- NF EN ISO 463 Spécification géométrique des produits (GPS) - Instruments de mesurage dimensionnel : comparateurs mécaniques à cadran - Caractéristiques de conception et caractéristiques métrologiques.
- NF EN ISO 9493 Spécification géométrique des produits (GPS) - Équipement de mesurage dimensionnel : comparateurs à levier mécaniques - Caractéristiques de conception et caractéristiques métrologiques.
- NF EN ISO 13102 Spécification géométrique des produits (GPS) - Instruments de mesurage dimensionnel : comparateurs à tige rentrante à affichage numérique - Caractéristiques de conception et caractéristiques métrologiques.